# شاخ‌چهره بی‌دماغ

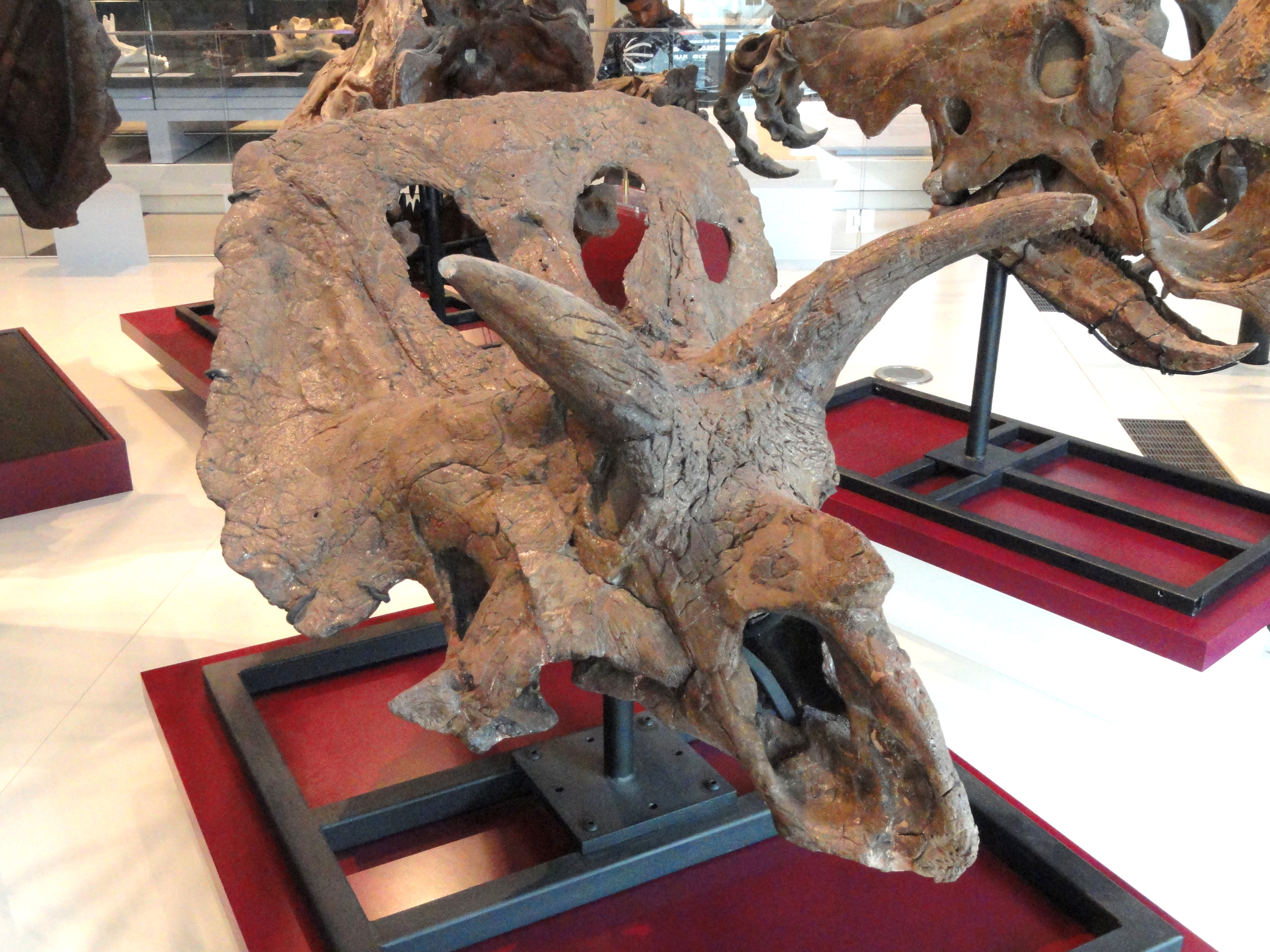
استخوان‌های به جا مانده از یک شاخ‌چهره بی‌دماغ

شاخ‌چهره بی‌دماغ (انگلیسی: Arrhinoceratops) یک سرده از دایناسورهای گیاه‌خوار شاخ‌چهره است.